# Självbärande kaross
Självbärande kaross innebär att chassi, kaross och bärande balkar är sammanbyggda som en del. Till skillnad från ett rambygge som har separat bärande ram och påskruvad/påhängd kaross. Fördelarna är: Lägre bränsleförbrukning och större användningsyta. Nackdelarna är: Mindre stryktåliga för till exempel terrängkörning och tar lättare skada av rost i bärande delar av karossen, till exempel om det blir rost i trösklarna. Det kan även vara svårt att modifiera karossen i efterhand (med bibehållen hållfasthet) om så skulle önskas. Även känsligare för fortplantning av ljud.